# Michele Masip González
Michele Masip González (Llardecans, 8 giugno 1913 – Barbastro, 15 agosto 1936) è stato un religioso spagnolo, martirizzato a Barbastro durante la Guerra civile spagnola e venerato come beato dalla Chiesa cattolica.

## Biografia
Nacque a Llardecans, un paese vicino a Lleida nella comunità autonoma della Catalogna. Era l'ultimo di dieci figli e dovette vincere l'opposizione del padre che era fermamente contrario alla sua scelta arrivando perfino al ricatto. Superate le difficoltà entrò nel seminario clarettiano ed emise i voti a Vic il 24 settembre del 1930.
Non ci sono pervenuti suoi scritti, la madre dovette bruciare le sue lettere per evitare che cadessero nelle mani dei rivoluzionari. Era di animo allegro, portato alla predicazione, perseverante nello studio.
Arrivò a Barbastro nel tardo pomeriggio del primo luglio 1936, insieme ad altri 29 studenti e un fratello missionario, per frequentare l'ultimo anno di teologia, prima dell'ordinazione presbiteriale.
Il 20 luglio 1936 il seminario venne assaltato e perquisito dalle milizie anarchiche per cercare delle armi. Benché non fossero state rinvenute armi di alcun genere, Michele insieme alla maggior parte dei confratelli fu arrestato e rinchiuso nel salone degli atti accademici della scuola degli Scolopi, che divenne la loro prigione improvvisata.
Due seminaristi di nazionalità argentina, Attilio Cecilio Parussini Sof e Paolo Hall Fritz, vennero liberati alcuni giorni prima della fucilazione. Prima di separarsi definitivamente, Michele lasciò loro questo messaggio:
Durante la prigionia, su un quaderno di musica scrisse a matita:
Firmò la lettera di offerta alla Congregazione con queste parole:
(Miguel Miguel Masip, Firma sulla lettera di offerta alla Congregazione)

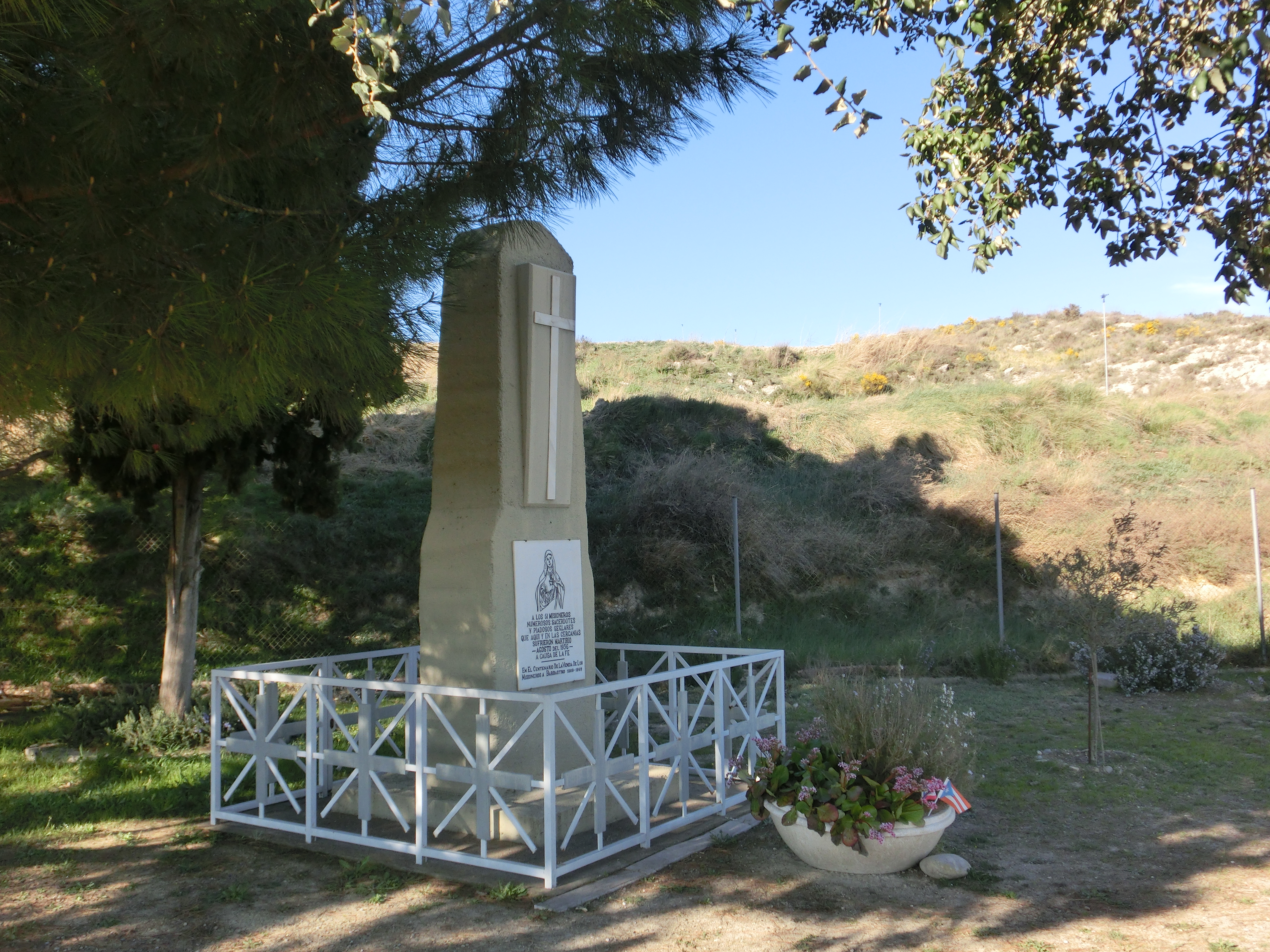
Monumento funebre nel luogo della fucilazione

Insieme a 19 suoi confratelli Michele è stato fucilato nelle prime ore del 15 agosto 1936 sul ciglio di una strada fuori città, fece parte del quarto gruppo di claretiani di Barbastro che subirono il martirio. I loro corpi sono stati gettati in una fossa comune.
Nel 2013 è uscito un film sulla vicenda intitolato Un Dio vietato per la regia di Pablo Moreno.

## Culto

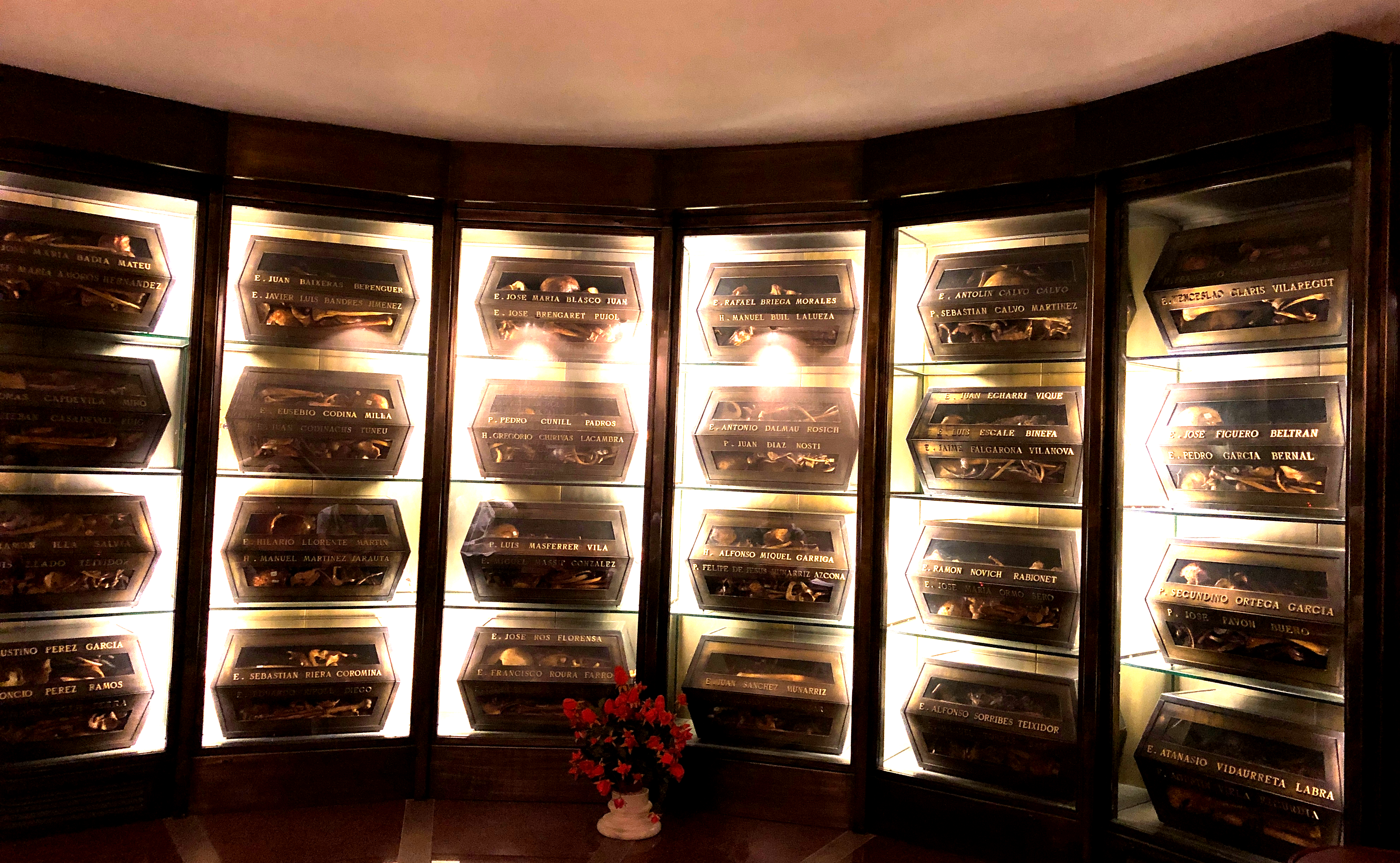
Cripta ubicata sotto all'altare della chiesa annessa al museo dei martiri Claretiani di Barbastro

Dopo la guerra i resti dei martiri furono riesumati dalle fosse comuni e, grazie alle medagliette metalliche cucite dalla lavanderia del seminario sulle loro tonache, è stato possibile risalire ai nomi delle singole persone. I resti sono composti in teche e si possono oggi venerare nella cripta della chiesa annessa al museo.
Il 20 maggio 1947 nella diocesi di Barbastro si aprì il processo informativo circa il martirio che si chiuse il 23 settembre 1949. L’8 febbraio 1961, invece, fu promulgato il Decreto sugli scritti. La dichiarazione di validità del processo, con Decreto del 9 febbraio 1990, portò alla trasmissione della “Positio super martyrio” alla Congregazione delle Cause dei Santi nello stesso anno.
A seguito della riunione della commissione teologica che si tenne il 4 febbraio 1992 e di quella dei cardinali e vescovi della Congregazione si arrivò, il 7 marzo 1992, alla promulgazione del Decreto sul martirio. La beatificazione avvenne a Roma, ad opera di Giovanni Paolo II, il 25 ottobre 1992. 
La Chiesa cattolica lo ricorda il 15 agosto.